# Filialkirche St. Margarethen ob Köttmannsdorf

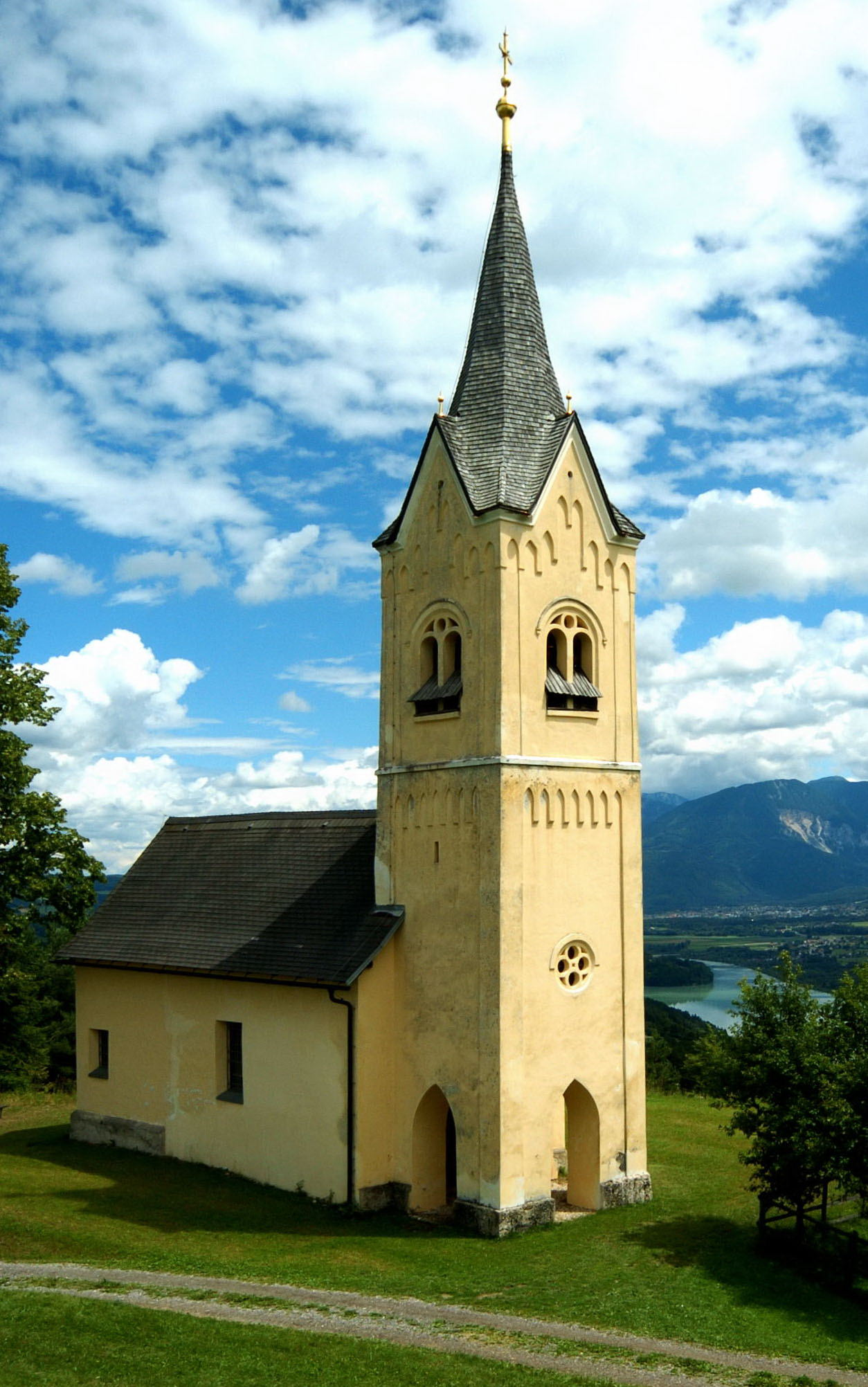
Filialkirche Sankt Margarethen

Die Filialkirche St. Margarethen ob Köttmannsdorf (slowenisch: podružna cerkev Šmarjeta) ist eine römisch-katholische Filialkirche im Gemeindegebiet von Köttmannsdorf im Bezirk Klagenfurt-Land in Kärnten.

## Lage
Die Kirche befindet sich auf einer kleinen Anhöhe im Westen des Ortes St. Margarethen auf einer Seehöhe von 750 m. Nach Süden wird das Gelände des Bauwerkes durch den Abfall des Sattnitz-Zuges begrenzt, während nach Norden ein Anstieg zum Keutschacher Seental erfolgt.

## Geschichte

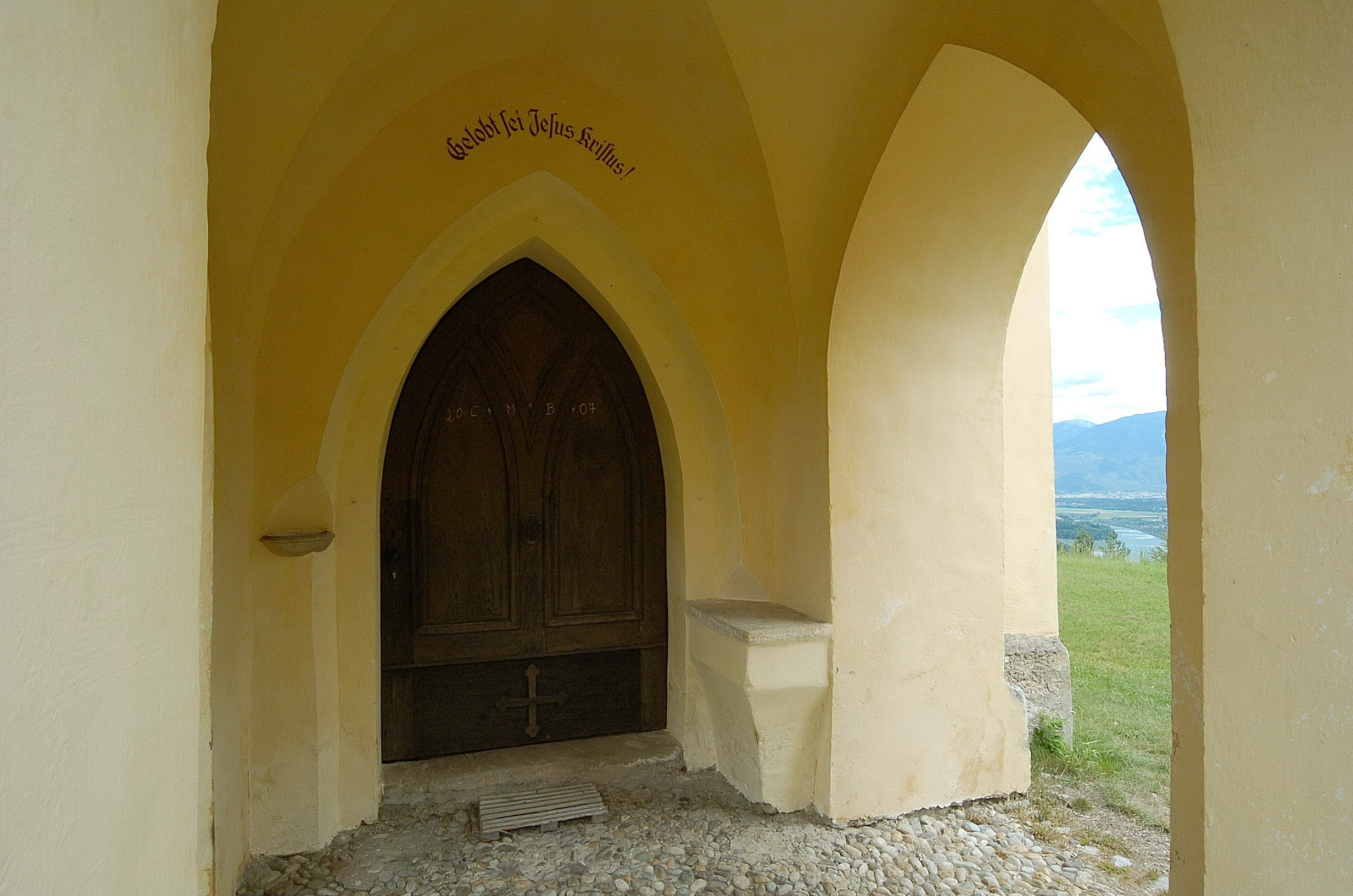
Portal der Filialkirche Sankt Margarethen

Die Kirche zu St. Margarethen wurde 1204 erstmals urkundlich erwähnt. Das Presbyterium wurde zur Zeit der Gotik errichtet und blieb im Innenraum außer dem Altar bis heute unverändert. Aus dieser Zeit stammt die Predella, welche die Anbetung durch die Heiligen Drei Könige beim Jesuskind darstellt. Der heutige Altar stammt aus dem Jahre 1660 und beinhaltet neben einer Szene des Auferstandenen die Figuren der Heiligen Margaretha, der Heiligen Barbara, der Heiligen Appollonia sowie der Heiligen Gertrud. 1862 kam es zum Zubau eines Turmes mit Spitzdach sowie zur Verlängerung des Kirchenschiffes nach Westen. 1946 sowie 1989 wurde die Kirche vollständig restauriert. Im Zuge der 800-Jahr-Feier der Kirche wurde eine Beleuchtungsanlage angebracht, sodass sie bedingt durch die exponierte Lage am Sattnitz-Zug weit in das untere Rosental ersichtlich wurde.